# Stephen Chemlany
Stephen Kwelio Chemlany (9 augustus 1982) is een Keniaans atleet, die is gespecialiseerd in de marathon.

## Loopbaan
In 2009 won Chemlany de halve marathon van Virginia en werd hij vierde bij de Country Music Marathon. Het jaar erop werd hij zesde bij de marathon van Tiberias en won de marathon van Dalian. In 2011 volgende een overwinning in Tiberias en een tweede plaats bij de marathon van Berlijn waar hij eigenlijk slechts als gangmaker startte.
Zijn persoonlijk record van 2:06.24 liep hij bij de marathon van Seoel in 2014. Zijn tijd werd alleen onderboden door Yacob Jarso uit Ethiopië, die in 2:06.17 over de finish kwam.

## Persoonlijke records
Baan
| Onderdeel | Prestatie | Datum         | Plaats            |
| --------- | --------- | ------------- | ----------------- |
| 1500 m    | 3.46,29   | 7 mei 2006    | Lawrence Township |
| 5000 m    | 14.03,89  | 7 juni 2006   | Sacramento        |
| 10.000 m  | 29.17,89  | 31 maart 2006 | Palo Alto         |

Weg
| Onderdeel      | Prestatie | Datum             | Plaats     |
| -------------- | --------- | ----------------- | ---------- |
| 10 km          | 28.41     | 16 mei 2009       | New York   |
| 15 km          | 45.46     | 16 juli 2009      | Utica      |
| 10 Eng. mijl   | 46.06     | 5 april 2009      | Washington |
| 20 km          | 58.20     | 15 april 2012     | Rotterdam  |
| halve marathon | 1:01.32   | 5 oktober 2014    | Glasgow    |
| 25 km          | 1:13.16   | 29 september 2013 | Berlijn    |
| 30 km          | 1:28.22   | 29 september 2013 | Berlijn    |
| marathon       | 2:06.24   | 16 maart 2014     | Seoel      |

Indoor
| Onderdeel | Prestatie | Datum           | Plaats |
| --------- | --------- | --------------- | ------ |
| 3000 m    | 8.14,75   | 28 januari 2005 | Boston |
| 5000 m    | 14.14,00  | 5 maart 2006    | Boston |

## Palmares

### 5000 m
- 2006:  Larry Ellis Invitational in Princeton - 14.08,57
- 2006: 12e NCAA-kamp. in Sacramento - 14.28,20
- 2007:  Penn Relays - Olympic Development in Philadelphia - 14.08,17

### 10.000 m
- 2006:  Stanford Invitational- Section 2 in Palo Alto - 29.17,89
- 2006:  IC4A-kamp. in Princeton - 29.25,82

### 5 km
- 2006:  Heroes to Hero in Gloucester - 14.26
- 2007:  Fred d'Elia Ridgewood Run - 14.33
- 2009:  Fred d'Elia Ridgewood Run - 14.08
- 2009:  New Balance Moonlight Run in New Milford - 14.03

### 10 km
- 2006:  Brock Trot in Lenox - 30.48
- 2009: 5e Healthy Kidney in New York - 28.41
- 2009:  Orange Classic in Middletown - 29.09

### 15 km
- 2009: 10e Utica Boilermaker - 45.46

### 10 Eng. mijl
- 2009: 5e Credit Union Cherry Blossom - 46.06

### halve marathon
- 2007:  halve marathon van Danbury - 1:07.00
- 2007:  halve marathon van Hartford - 1:06.51
- 2008:  halve marathon van Danbury - 1:07.37
- 2008: 4e halve marathon van Hartford - 1:04.39
- 2008:  halve marathon van Monson - 1:09.32
- 2009:  halve marathon van Virginia Beach - 1:02.56
- 2013: 4e halve marathon van Nairobi - 1:02.14
- 2014:  Great Scottish Run - 1:01.32

### marathon
- 2008:  marathon van Memphis - 2:20.57
- 2009:  marathon van Jackson - 2:20.58
- 2009: 5e marathon van Jacksonville Beach - 2:22.38
- 2009: 4e marathon van Nashville - 2:16.14
- 2010: 6e marathon van Tiberias - 2:13.22,5
- 2010:  marathon van Dalian - 2:13.10
- 2010:  marathon van Macau - 2:16.22
- 2011:  marathon van Tiberias - 2:10.02
- 2011:  marathon van Dalian - 2:14.15
- 2011:  marathon van Berlijn - 2:07.55
- 2011:  marathon van Macau - 2:12.49
- 2012: 5e marathon van Rotterdam - 2:10.08
- 2012: 7e marathon van Shanghai - 2:12.54
- 2013:  marathon van Rome - 2:08.30
- 2013: 4e marathon van Berlijn - 2:07.43,4
- 2013:  marathon van Shanghai - 2:09.50
- 2014:  marathon van Seoel - 2:06.24
- 2014:  marathon van Glasgow - 2:11.58
- 2014:  marathon van Shanghai - 2:08.56
- 2015:  marathon van Daegu - 2:08.21
- 2015: 6e marathon van Eindhoven - 2:09.04
- 2016:  marathon van Parijs - 2:07.37
- 2017:  marathon van Peking - 2:11.50
- 2018:  marathon van Praag - 2:09.42